# FSP Group
FSP Group – tajwański producent zasilaczy do komputerów osobistych. "FSP" stanowi skrót od Fortron Source Power.
Zasilacze markowane są "Forton Source" jako marka własna, ale są też sprzedawane przez firmy Antec, SPI, OCZ, SilverStone i Zalman pod ich własnymi nazwami.